# Новая экономическая политика
Но́вая экономи́ческая поли́тика (сокр. НЭП) — экономическая политика, проводившаяся с 1921 по 1928 годы в Советской России и СССР.
Принята в 1921 году на X съезде РКП(б), сменив политику военного коммунизма, проводившуюся в ходе Гражданской войны и интервенции, которая привела Советскую Россию к экономическому упадку. Главное содержание НЭПа — замена продразвёрстки продналогом в деревне (при продразвёрстке изымали до 70 % зерна, при продналоге — около 30 %), использование рынка и различных форм собственности, привлечение иностранного капитала в форме концессий, проведение денежной реформы (1922—1924), в результате которой рубль стал свободно конвертируемой валютой.
Перед советским государством стояли проблемы финансовой стабилизации, а значит, подавление инфляции и достижение сбалансированного государственного бюджета. Стратегия государства, нацеленная на выживание в условиях кредитной блокады, определила приоритеты СССР в составлении балансов производства и распределении продуктов. Новая экономическая политика предполагала государственное регулирование смешанной экономики с использованием плановых и рыночных механизмов. В основе НЭПа лежали идеи работ Владимира Ленина, дискуссий о теории воспроизводства и денег, принципах ценообразования, финансов и кредита.
НЭП позволил быстро восстановить народное хозяйство и экономику, разрушенные Первой мировой и Гражданской войной.
Идеи новой экономической политики оказали влияние на Дэн Сяопина и последующее бурное экономическое развитие Китая с 1980-х годов

## Предпосылки НЭПа
К 1920 году РСФСР очень сильно пострадала в результате гражданской войны. Из бывшей Российской империи вышли территории Польши, Финляндии, Латвии, Эстонии, Литвы, Западной Белоруссии, Западной Украины и Бессарабии. По подсчётам специалистов, численность населения на оставшихся территориях едва достигала 135 млн.
Во время военных действий особенно пострадали Донбасс, Бакинский нефтяной район, Урал и Сибирь, были разрушены многие шахты и рудники. Из-за нехватки топлива и сырья останавливались заводы. Рабочие были вынуждены покидать города и уезжать в деревню. Значительно сократился объём промышленного производства, а вследствие этого — и производства сельскохозяйственного.
Таким образом, главная задача внутренней политики РКП(б) и Советского государства состояла в восстановлении разрушенного хозяйства, создании материально-технической и социально-культурной основы для построения социализма.

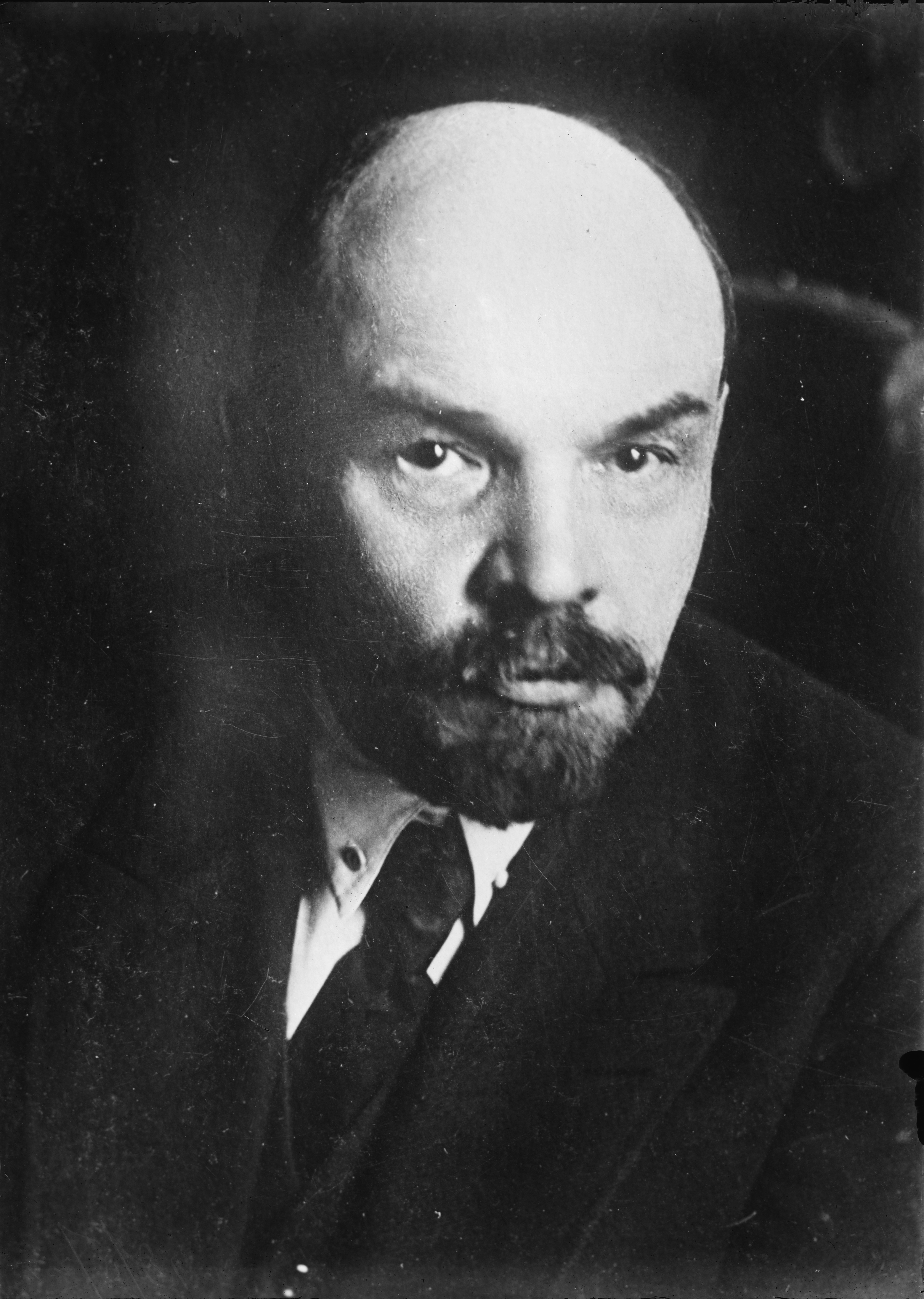
В. И. Ленин

Крестьяне, возмущённые действиями продотрядов, не только отказывались сдавать зерно, но и стали подниматься на вооружённую борьбу. Восстания охватили Тамбовщину, Украину, Дон, Кубань, Поволжье и Сибирь. На подавление этих выступлений были брошены части Красной армии.
Недовольство затронуло Красную армию и флот. 1 марта 1921 года моряки и красноармейцы Кронштадтского гарнизона под лозунгом «За Советы без коммунистов!» потребовали освобождения из заключения всех представителей социалистических партий, проведения перевыборов Советов и, как следует из лозунга, исключения из них всех коммунистов, предоставления свободы слова, собраний и союзов всем партиям, обеспечения свободы торговли, разрешения крестьянам свободно пользоваться своей землёй и распоряжаться продуктами своего хозяйства, то есть ликвидации продразвёрстки (политика обеспечения заготовок продовольствия за счёт обложения крестьян налогом в виде зерновых).
Из воззвания Временного революционного комитета Кронштадта:

Товарищи и граждане!
Наша страна переживает тяжёлый момент. Голод, холод, хозяйственная разруха держат нас в железных тисках вот уже три года. Коммунистическая партия, правящая страной, оторвалась от масс и оказалась не в состоянии вывести её из состояния общей разрухи. С теми волнениями, которые последнее время происходили в Петрограде и Москве и которые достаточно ярко указали на то, что партия потеряла доверие рабочих масс, она не считалась. Не считалась и с теми требованиями, которые предъявлялись рабочими. Она считает их происками контрреволюции. Она глубоко ошибается.
Эти волнения, эти требования — голос всего народа, всех трудящихся. Все рабочие, моряки и красноармейцы ясно в настоящий момент видят, что только общими усилиями, общей волей трудящихся можно дать стране хлеб, дрова, уголь, одеть разутых и раздетых и вывести республику из тупика…

Убедившись в невозможности договориться с восставшими, власти предприняли штурм Кронштадта. Чередуя артиллерийский обстрел и действия пехоты, к 18 марта Кронштадт удалось взять; часть восставших погибла, остальные ушли в Финляндию или сдались.

## Ход развития НЭПа

### Провозглашение НЭПа
Декретом ВЦИК от 21 марта 1921 года, принятым на основании решений X съезда РКП(б), продразвёрстка была отменена и заменена натуральным продналогом, который был примерно вдвое ниже. Столь значительное послабление дало определённый стимул к развитию производства уставшему от войны крестьянству.
Введение продналога не стало единичной мерой. X съезд провозгласил новую экономическую политику. Её суть — допущение рыночных отношений. НЭП рассматривался как временная политика, направленная на создание условий для социализма.
Главная политическая цель нэпа — снять общественную напряжённость, укрепить социальную базу советской власти в виде союза рабочих и крестьян — «смычки города и деревни». Экономическая цель — предотвратить дальнейшее усугубление разрухи, выйти из кризиса и восстановить хозяйство. Социальная цель — обеспечить благоприятные условия для построения социалистического общества, не дожидаясь мировой революции. Кроме того, НЭП был нацелен на восстановление нормальных внешнеполитических связей, на преодоление международной изоляции.
Вопреки распространённому мнению, X съезд РКП(б) не принимал решения о введении свободы торговли и легализации частного предпринимательства. Более того, на этом съезде Ленин недвусмысленно заявил, что свобода торговли является для большевиков «опасностью не меньшей, чем Колчак и Деникин, вместе взятые». Съезд принял решение о замене крайне раздражавшей крестьян продразвёрстки более лёгким продналогом, предоставив деревне свободу распоряжаться оставшимися после сдачи продналога и личного потребления излишками. Предполагалось, что государство централизованно обменяет эти излишки на промышленные товары, востребованные на селе — ситец, керосин, гвозди и т. д.
Однако жизнь вскоре опрокинула эти оторванные от реальности расчёты. В условиях послевоенной разрухи у государства просто не было достаточного количества промышленных товаров на обмен. Сама логика событий вынудила большевиков, отказавшись от продразвёрстки, постепенно пойти и на легализацию свободы торговли.
В течение 1921 года тон выступлений Ленина постепенно менялся. На X Всероссийской партконференции в мае и на III конгрессе Коминтерна в июне—июле он заявлял, что НЭП является временным тактическим отступлением, необходимым до нового подъёма мировой революции, который ожидался в ближайшие годы. Однако осенью заявления стали уже совсем иными.
На II Всероссийском съезде политпросветов, выступая 17 октября с докладом «Новая экономическая политика и задачи политпросветов», Ленин был вынужден признать, что в известной мере была проведена реставрация капитализма, что его восстановление было необходимо для выживания большевизма, и пределы дальнейшего отступления неизвестны.

Новая экономическая политика означает замену развёрстки налогом, означает переход к восстановлению капитализма в значительной мере. В какой мере — этого мы не знаем…уничтожение развёрстки означает для крестьян свободную торговлю сельскохозяйственными излишками, не взятыми налогом, а налог берет лишь небольшую долю продуктов. Крестьяне составляют гигантскую часть всего населения и всей экономики, и поэтому на почве этой свободной торговли капитализм не может не расти…
…борьба есть и будет ещё более отчаянная, ещё более жестокая, чем борьба с Колчаком и Деникиным. Это потому, что та борьба, военная, — это есть дело привычное. Сотни и тысячи лет, всегда воевали… Задача нашей партии развить сознание, что враг среди нас есть анархический капитализм и анархический товарообмен.

На VII Московской губернской партконференции, выступая с докладом 29 октября, Ленин также признал, что предполагавшийся централизованный товарообмен сорвался «в том смысле, что он вылился в куплю-продажу… частный рынок оказался сильнее нас, и вместо товарооборота получилась обыкновенная купля-продажа, торговля».
Введение свободы торговли вызвало определённое разочарование части партии. Во многом подобные настроения выразил Троцкий, 25 августа 1921 года на заседании Политбюро пессимистически заметивший, что теперь «дни Советской власти сочтены», и «кукушка уже прокуковала».
Советский экономист Е. С. Варга обосновал НЭП так: «Политически потому, что бывшие деревенские бедняки превратились в крестьян-середняков и требовали соответственной экономической политики. Экономически изменение было необходимо потому, что посевная площадь и сбор урожая беспрестанно уменьшались. Государство при всем желании не могло снабдить крестьянина нужными средствами производства фабрикатами для потребления, потому что крупная промышленность парализована».

### Законодательные меры
В июле 1921 года был установлен разрешительный порядок открытия торговых заведений. Постепенно отменялись государственные монополии на различные виды продукции и товаров. Для мелких промышленных предприятий был установлен упрощённый порядок регистрации, были пересмотрены допустимые размеры использования наёмного труда (с десяти работников в 1920 году до двадцати работников на одно предприятие по июльскому декрету 1921 года). Осуществлялась денационализация мелких и кустарных предприятий.
В связи с введением НЭПа вводились определённые правовые гарантии для частной собственности. Так, 22 мая 1922 года ВЦИК издал декрет «Об основных частных имущественных правах, признаваемых РСФСР, охраняемых её законами и защищаемых судами РСФСР». Затем, постановлением ВЦИК от 11 ноября 1922 года, с 1 января 1923 года был введён в действие Гражданский кодекс РСФСР, который, в частности, предусматривал, что каждый гражданин имеет право организовывать промышленные и торговые предприятия.

Ещё в ноябре 1920 года СНК принял декрет «О концессиях», однако, лишь с 1923 года начинается практика заключения концессионных договоров, по которым иностранным компаниям предоставлялось право использования государственных предприятий. 

### НЭП в финансовой сфере
Задачей первого этапа денежной реформы, реализовывавшейся в рамках одного из направлений экономической политики государства, явилась стабилизация валютно-кредитных отношений СССР с другими странами. После проведения двух деноминаций, в результате которых 1 миллион рублей прежними денежными знаками был приравнен к 1 рублю новыми совзнаками, было введено параллельное обращение обесценивающихся совзнаков для обслуживания мелкого товарооборота и твёрдых червонцев, обеспеченных драгоценными металлами, устойчивой иностранной валютой и легкореализуемыми товарами. Червонец приравнивался к старой 10-рублёвой золотой монете, содержавшей 7,74 грамма чистого золота.
Эмиссия обесценивающихся совзнаков была использована для финансирования дефицита государственного бюджета, вызванного экономическими трудностями. Их удельный вес в денежной массе неуклонно сокращался с 94 % в феврале 1923 года до 20 % в феврале 1924 года. От обесценивания совзнаков большие потери несло крестьянство, стремившееся задержать реализацию своих продуктов, и рабочий класс, получавший заработную плату в совзнаках. Для компенсации потерь рабочего класса использовалась бюджетная политика, направленная на повышение обложения частного сектора и уменьшение обложения государственного сектора. Увеличивались акцизы на предметы роскоши и снижались или вовсе отменялись — на предметы первой необходимости. Большую роль в поддержке стабильности национальной валюты в течение всего периода нэпа играли государственные займы. Однако угроза торговой смычке между городом и деревней требовала ликвидации параллельного денежного обращения и стабилизации рубля на внутреннем рынке.
Умелое сочетание плановых и рыночных инструментов регулирования экономики, обеспечивавшее рост народного хозяйства, резкое снижение бюджетного дефицита, увеличение запасов золота и иностранной валюты, а также активный внешнеторговый баланс позволили в течение 1924 года осуществить второй этап денежной реформы по переходу к одной устойчивой валюте. Отменённые совзнаки подлежали выкупу казначейскими билетами по фиксированному соотношению в течение полутора месяцев. Между казначейским рублём и банковским червонцем установили твёрдое соотношение, приравнивавшее 1 червонец к 10 рублям. В обращении находились банковские и казначейские билеты, а золотые червонцы использовались, как правило, в международных расчётах. Их курс в 1924 году стал выше официального золотого паритета по отношению к фунту стерлингов и доллару.
В 1920-х годах широко использовался коммерческий кредит, обслуживавший примерно 85 % объёма сделок по продаже товаров. Банки контролировали взаимное кредитование хозяйственных организаций и с помощью операций по учёту и залогу регулировали размер коммерческого кредита, его направление, сроки и процентную ставку. Однако применение его создавало возможность для внепланового перераспределения средств в народном хозяйстве и затрудняло банковский контроль.
Развивалось финансирование капитальных вложений и долгосрочное кредитование. После гражданской войны капитальные вложения финансировались в безвозвратном порядке или в виде долгосрочных ссуд. Для инвестирования промышленности в 1922 году были созданы акционерное общество «Электрокредит» и Промышленный банк, преобразованные затем в Электробанк и Торгово-промышленный банк СССР. Долгосрочное кредитование местного хозяйства осуществляли местные коммунальные банки, преобразованные с 1926 года в Центральный коммунальный банк (Цекомбанк). Сельскому хозяйству предоставляли долгосрочные кредиты государственные кредитные учреждения, кредитная кооперация, образованный в 1924 году Центральный сельскохозяйственный банк, кооперативные банки — Всекобанк и Украинбанк. Тогда же был создан Внешторгбанк, осуществлявший кредитно-расчётное обслуживание внешней торговли, куплю-продажу иностранной валюты.

### НЭП в сельском хозяйстве
Из обращения ВЦИК и СНК «К крестьянству РСФСР» 23 марта 1921 года:

… Постановлением Всероссийского Центрального Исполнительного Комитета и Совета Народных Комиссаров развёрстка отменяется, и вместо неё вводится налог на продукты сельского хозяйства. Этот налог должен быть меньше, чем хлебная развёрстка. Он должен назначаться ещё до весеннего посева, чтобы каждый крестьянин мог заранее учесть, какую долю урожая он должен отдать государству и сколько останется в его полное распоряжение. Налог должен взиматься без круговой поруки, то есть должен падать на отдельного домохозяина, чтобы старательному и трудолюбивому хозяину не приходилось платить за неаккуратного односельчанина. По выполнении налога оставшиеся у крестьянина излишки поступают в его полное распоряжение. Он имеет право обменять их на продукты и инвентарь, которые будет доставлять в деревню государство из-за границы и со своих фабрик и заводов; он может использовать их для обмена на нужные ему продукты через кооперативы и на местных рынках и базарах…

Продналог был первоначально установлен на уровне примерно 20 % от чистого продукта крестьянского труда (то есть для его уплаты требовалось сдать почти вдвое меньше хлеба, чем при продразвёрстке), причём впоследствии его намечалось снизить до 10 % урожая и перевести в денежную форму.
Земельный кодекс РСФСР был принят 30 октября 1922 года и введён в действие с декабря того же года. Он «навсегда отменял право частной собственности на землю», недра, воды и леса в пределах РСФСР. Сдача земли в аренду разрешалась на срок не более одного севооборота (при трёхполье — три года, при четырёхполье — четыре года и т. д.). При этом предусматривалось, что «никто не может получить по договору аренды в своё пользование земли больше того количества, какое он в состоянии дополнительно к своему наделу обработать силами своего хозяйства». Использование крестьянами наёмного труда допускалось лишь при «непременном сохранении применяющим его хозяйством своего трудового строя, то есть при условии, если все наличные трудоспособные члены хозяйства наравне с наёмным рабочими принимают участие в работе хозяйства» и при условии невозможности хозяйства самому выполнить эту работу.
Необходимо, однако, отметить тот факт, что зажиточные крестьяне облагались налогом по повышенным ставкам. Таким образом, с одной стороны, была предоставлена возможность улучшать благосостояние, но с другой стороны не было смысла слишком разворачивать хозяйство. Всё это вместе взятое привело к «осереднячиванию» деревни. Благосостояние крестьян в целом по сравнению с довоенным уровнем повысилось, число бедных и богатых уменьшилось, доля середняков возросла.
Однако даже такая половинчатая реформа дала определённые результаты, и в 1924—1925 годах продовольственное снабжение значительно улучшилось.
Возобновилось проведение (1921—1929) крупнейшей в России Нижегородской ярмарки.
В целом, НЭП благотворно сказалась на состоянии деревни. Во-первых, у крестьян появился стимул работать. Во-вторых, у многих (по сравнению с дореволюционным временем) увеличился земельный надел — основное средство производства.
Стране требовались деньги — на содержание армии, на восстановление промышленности. К тому же большевики тратили значительные государственные средства на поддержку мирового революционного движения. В стране, где 80 % населения составляло крестьянство, основная тяжесть налогового бремени легла именно на него. Но крестьянство было не настолько богатым, чтобы обеспечить все потребности государства, необходимые налоговые поступления. Повышенное налогообложение на особо зажиточных крестьян также не помогло, поэтому с середины 1920-х годов стали активно использоваться иные, неналоговые способы пополнения казны, такие, как принудительные займы и заниженные цены на зерно и завышенные цены на промышленные товары. Как следствие, промышленные товары, если рассчитать их стоимость в пудах пшеницы, оказались в несколько раз дороже, чем до войны, несмотря на более низкое качество. Образовалось явление, которое с лёгкой руки Троцкого стали называть «ножницами цен». Крестьяне отреагировали просто — перестали продавать зерно свыше того, что им было нужно для уплаты налогов. Первый кризис сбыта промышленных товаров возник осенью 1923 года. Крестьяне нуждались в плугах и прочих промышленных изделиях, но отказывались покупать их по завышенным ценам. Следующий кризис возник в 1924—1925 хозяйственном году (то есть осенью 1924 — весной 1925). Кризис получил название «заготовительного», поскольку заготовки составили лишь две трети ожидаемого уровня.
Итак, к 1925 году стало ясно, что народное хозяйство пришло к противоречию: дальнейшему продвижению к рынку мешали политические и идеологические факторы, боязнь «перерождения» власти; возврату к военно-коммунистическому типу хозяйства мешали воспоминания о крестьянской войне 1920 года и массовом голоде, боязнь антисоветских выступлений.
Всё это вело к разноголосице в политических оценках ситуации.
Так, в 1925 году Бухарин призвал крестьян: «Обогащайтесь, накапливайте, развивайте своё хозяйство!», но уже через несколько недель на деле отказался от своих слов. Другие же, во главе с Е. А. Преображенским, требовали усиления борьбы с «кулаком» (забиравшим в свои руки, как они утверждали, не только экономическую, но и политическую власть в деревне), не помышляя, однако, ни о «ликвидации кулачества как класса», ни о насильственной «сплошной коллективизации», ни о свёртывании нэпа (в отличие от Бухарина, который с 1930 года занялся теоретическим обоснованием новой сталинской политики, а в 1937 году в своём письме будущим руководителям партии клялся, что вот уже 8 лет не имеет никаких разногласий со Сталиным, Е. А. Преображенский осуждал сталинскую политику и на Лубянке в 1936 году). Однако противоречия НЭПа усиливали антинэповские настроения низовой и средней части партийного руководства.
В 1927—1928 хозяйственном году разразился новый кризис: не удалось собрать даже самых необходимых объёмов зерна.

### НЭП в промышленности
НЭП в промышленности обернулся диспропорциями в товарообмене между городом и деревней, превалированием мелкотоварного производства в противоположность крупной, стратегической индустрии, массовой безработицей.

#### Структура собственности
Национализация промышленности была приостановлена: предприятия с численностью до 20 рабочих были оставлены в частных руках. Была разрешена передача национализированных ранее предприятий в аренду частникам, часто их прежним владельцам. Крупную промышленность (ленинские «командные высоты») оставили в собственности государства, с двумя существенными изменениями.
1. Руководство промышленностью было распределено между Советами народного хозяйства союзного, республиканского и местного уровня, которые действовали автономно.
ВСНХ, потерявший право вмешательства в текущую деятельность предприятий и трестов, превратился в координационный центр. Его аппарат был резко сокращён. Именно в то время появился хозяйственный расчёт, при котором предприятие (после обязательных фиксированных взносов в государственный бюджет) получило право само распоряжаться доходами от продажи продукции, само отвечало за результаты своей хозяйственной деятельности, самостоятельно использовало прибыли и покрывало убытки. В условиях НЭПа, писал Ленин, «государственные предприятия переводятся на так называемый хозяйственный расчёт, то есть, по сути, в значительной степени на коммерческие и капиталистические начала».

2. Прямое управление фабрично-заводской промышленностью через главки было отменено. Отрасли промышленности объединялись в тресты, которые управляли группой предприятий как единым целым; в среднем в тресте насчитывалось примерно 10 предприятий. Эти объединения однородных или взаимосвязанных между собой предприятий получили полную хозяйственную и финансовую независимость на основе хозрасчёта, вплоть до права выпуска долгосрочных облигационных займов. Уже к концу 1922 года около 90 % промышленных предприятий были объединены в 421 трест, причём 40 % из них было централизованного, а 60 % — местного подчинения. Тресты сами решали, что производить и где реализовывать продукцию. Предприятия, входившие в трест, снимались с государственного снабжения и переходили к закупкам ресурсов на рынке. Законом предусматривалось, что «государственная казна за долги трестов не отвечает».

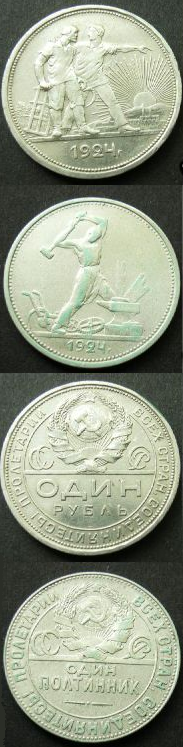
Серебряный рубль и полтинник 1924 года

Не менее 20 % прибыли тресты должны были направлять на формирование резервного капитала до достижения им величины, равной половине уставного капитала (вскоре этот норматив снизили до 10 % прибыли до тех пор, пока он не достигал трети первоначального капитала). А резервный капитал использовался для финансирования расширения производства и возмещения убытков хозяйственной деятельности. От размеров прибыли зависели премии, получаемые членами правления и рабочими треста. Часть прибыли должна была идти в пользу государства как владельца основных фондов предприятий. Некоторые из основных отраслей промышленности также были обязаны отдавать часть своей продукции государственным учреждениям.
Самые крупные тресты образовались в текстильной промышленности; в крупнейшем текстильном тресте было занято около 50 тысяч рабочих.
Стали возникать синдикаты — добровольные объединения трестов на началах кооперации, занимавшиеся сбытом, снабжением, кредитованием, внешнеторговыми операциями. К концу 1922 года 80 % трестированной промышленности было синдицировано, а к началу 1928 года насчитывалось 23 синдиката, которые действовали почти во всех отраслях промышленности, сосредоточив в своих руках основную часть оптовой торговли. Правление синдикатов избиралось на собрании представителей трестов, причём каждый трест мог передать по своему усмотрению большую или меньшую часть своего снабжения и сбыта в ведение синдиката.
Из резолюции XII съезда РКП(б), апрель 1923 года:

Возрождение государственной промышленности при общей хозяйственной структуре нашей страны будет по необходимости находиться в теснейшей зависимости от развития сельского хозяйства, необходимые оборотные средства должны образоваться в сельском хозяйстве в качестве избытка сельскохозяйственных продуктов над потреблением деревни, прежде чем промышленность сможет сделать решительный шаг вперёд. Но столь же важно для государственной промышленности не отставать от земледелия, иначе на основе последнего создалась бы частная индустрия, которая, в конце концов, поглотила бы или рассосала государственную.
Победоносной может оказаться только такая промышленность, которая даёт больше, чем поглощает. Промышленность, живущая за счёт бюджета, то есть за счёт сельского хозяйства, не могла бы создать устойчивой и длительной опоры для пролетарской диктатуры. Вопрос о создании в государственной промышленности прибавочной стоимости — есть вопрос о судьбе Советской власти, то есть о судьбе пролетариата.

Радикальные преобразования произошли и в промышленности.
Реализация готовой продукции, закупка сырья, материалов, оборудования производилась на полноценном рынке, по каналам оптовой торговли. Возникла широкая сеть товарных бирж, ярмарок, торговых предприятий.
В промышленности и других отраслях была восстановлена денежная оплата труда, введены тарифы, зарплаты, исключающие уравниловку, и сняты ограничения для увеличения заработков при росте выработки. Были ликвидированы трудовые армии, отменены обязательная трудовая повинность и основные ограничения на перемену работы. Организация труда строилась на принципах материального стимулирования, пришедших на смену внеэкономическому принуждению «военного коммунизма». Абсолютная численность безработных, зарегистрированных биржами труда, в период НЭПа возросла (с 1,2 миллиона человек в начале 1924 года до 1,7 миллиона человек в начале 1929 года), но расширение рынка труда было ещё более значительным (численность рабочих и служащих во всех отраслях народного хозяйства увеличилась с 5,8 миллиона в 1924 году до 12,4 миллиона в 1929 году), так что фактически уровень безработицы снизился.
В промышленности и торговле возник частный сектор: некоторые государственные предприятия были денационализированы, другие — сданы в аренду; было разрешено создание собственных промышленных предприятий частным лицам с числом занятых не более 20 человек (позднее этот «потолок» был поднят). Среди арендованных «частниками» фабрик были и такие, которые насчитывали 200—300 человек, а в целом на долю частного сектора в период НЭПа приходилось около пятой части промышленной продукции, 40—80 % розничной торговли и небольшая часть оптовой торговли.
Ряд предприятий был сдан в аренду иностранным фирмам в форме концессий. В 1926—1927 годах насчитывалось 117 действующих соглашений такого рода. Они охватывали предприятия, на которых работали 18 тысяч человек и выпускалось чуть более 1 % промышленной продукции. В некоторых отраслях, однако, удельный вес концессионных предприятий и смешанных акционерных обществ, в которых иностранцы владели частью пая, был значителен: в добыче свинца и серебра — 60 %; марганцевой руды — 85 %; золота — 30 %; в производстве одежды и предметов туалета — 22 %.
Помимо капиталов, в СССР направлялся поток рабочих-иммигрантов со всего мира. В 1922 году американским профсоюзом швейников и советским правительством была создана Русско-американская индустриальная корпорация (РАИК), которой были переданы шесть текстильных и швейных фабрик в Петрограде, четыре — в Москве.
Бурно развивалась кооперация всех форм и видов. Роль производственных кооперативов в сельском хозяйстве была незначительна (в 1927 году они давали только 2 % всей сельскохозяйственной продукции и 7 % товарной продукции), зато простейшими первичными формами — сбытовой, снабженческой и кредитной кооперации — было охвачено к концу 1920-х годов более половины всех крестьянских хозяйств. К концу 1928 года непроизводственной кооперацией различных видов, прежде всего крестьянской, было охвачено 28 млн человек (в 13 раз больше, чем в 1913 году). В обобществлённой розничной торговле 60—80 % приходилось на кооперативную и только 20—40 % — на собственно государственную, в промышленности в 1928 году 13 % всей продукции давали кооперативы. Существовало кооперативное законодательство, кредитование, страхование.
Взамен обесценившихся и фактически уже отвергнутых оборотом совзнаков в 1922 году был начат выпуск новой денежной единицы — червонцев, имевших золотое содержание и курс в золоте (1 червонец = 10 дореволюционным золотым рублям = 7,74 грамма чистого золота). В 1924 году быстро вытеснявшиеся червонцами совзнаки вообще прекратили печатать и изъяли из обращения; в том же году был сбалансирован бюджет и запрещено использование денежной эмиссии для покрытия расходов государства; были выпущены новые казначейские билеты — рубли (10 рублей = 1 червонцу). На валютном рынке как внутри страны, так и за рубежом червонцы свободно обменивались на золото и основные иностранные валюты по довоенному курсу царского рубля (1 американский доллар = 1,94 рубля).
Возродилась кредитная система. В 1921 году был создан Государственный банк РСФСР (преобразованный в 1923 году в Государственный банк СССР), начавший кредитование промышленности и торговли на коммерческой основе. В 1922—1925 годах был создан целый ряд специализированных банков: акционерные, в которых пайщиками были Госбанк, синдикаты, кооперативы, частные и даже одно время иностранные, для кредитования отдельных отраслей хозяйства и районов страны; кооперативные — для кредитования потребительской кооперации; организованные на паях общества сельскохозяйственного кредита, замыкавшиеся на республиканские и центральный сельскохозяйственные банки; общества взаимного кредита — для кредитования частной промышленности и торговли; сберегательные кассы — для мобилизации денежных накоплений населения. На 1 октября 1923 года в стране действовало 17 самостоятельных банков, а доля Госбанка в общих кредитных вложениях всей банковской системы составляла 2/3. К 1 октября 1926 года количество банков возросло до 61, а доля Госбанка в кредитовании народного хозяйства снизилась до 48 %.

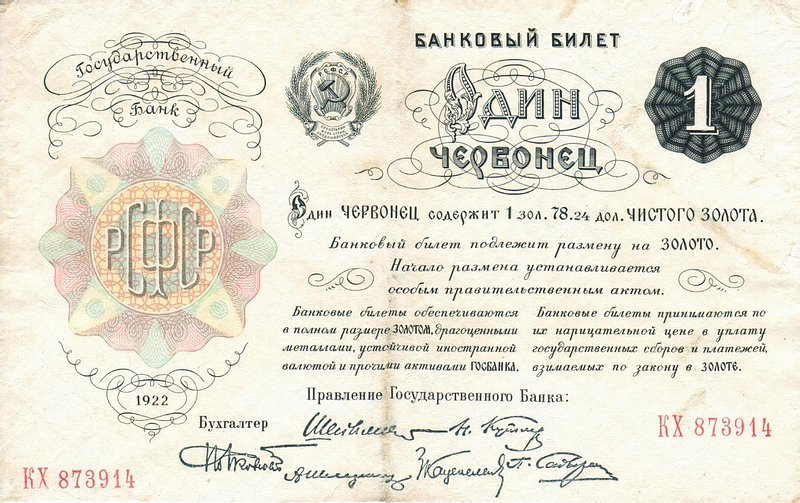
1 червонец 1922 года

Товарно-денежные отношения, которые ранее пытались изгнать из производства и обмена, в 1920-х годах проникли во все поры хозяйственного организма, стали главным связующим звеном между его отдельными частями.
Всего за пять лет, с 1921 по 1926 год, индекс промышленного производства увеличился более чем в 3 раза; сельскохозяйственное производство возросло в 2 раза и превысило на 18 % уровень 1913 года. Но и после завершения восстановительного периода рост экономики продолжался быстрыми темпами: в 1927 и 1928 годах прирост промышленного производства составил 13 и 19 % соответственно. В целом же за период 1921—1928 годов среднегодовой темп прироста национального дохода составил 18 %.
Самым важным итогом НЭПа стало то, что впечатляющие хозяйственные успехи были достигнуты на основе принципиально новых, неизвестных дотоле истории общественных отношений. В промышленности ключевые позиции занимали государственные тресты, в кредитно-финансовой сфере — государственные и кооперативные банки, в сельском хозяйстве — мелкие крестьянские хозяйства, охваченные простейшими видами кооперации. Совершенно новыми оказались в условиях НЭПа и экономические функции государства; коренным образом изменились цели, принципы и методы правительственной экономической политики. Если ранее центр прямо устанавливал в приказном порядке натуральные, технологические пропорции воспроизводства, то теперь он перешёл к регулированию цен, пытаясь косвенными, экономическими методами обеспечить сбалансированный рост.
Государство оказывало нажим на производителей, заставляло их изыскивать внутренние резервы увеличения прибыли, мобилизовывать усилия на повышение эффективности производства, которое только и могло теперь обеспечить рост прибыли.

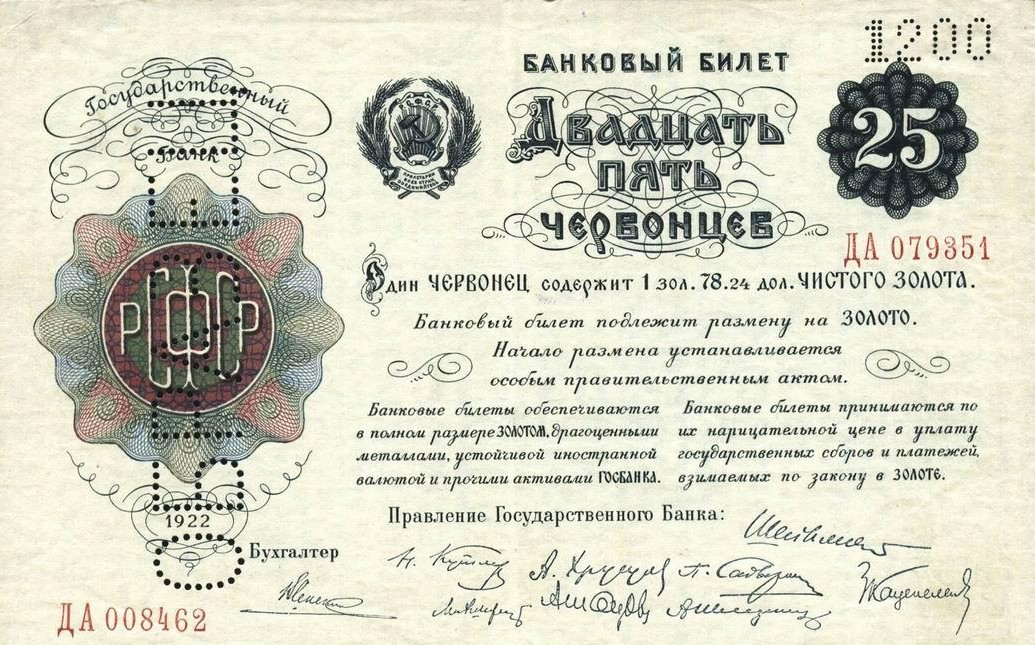
25 червонцев 1922 — самая крупная купюра

Широкая кампания по снижению цен была начата правительством ещё в конце 1923 года, но действительно всеобъемлющее регулирование ценовых пропорций началось в 1924 году, когда обращение полностью перешло на устойчивую червонную валюту, а функции Комиссии внутренней торговли были переданы Наркомату внутренней торговли с широкими правами в сфере нормирования цен. Принятые тогда меры оказались успешными: оптовые цены на промышленные товары снизились с октября 1923 по 1 мая 1924 года на 26 % и продолжали снижаться далее.
Весь последующий период до конца НЭПа вопрос о ценах продолжал оставаться стержнем государственной экономической политики: повышение их трестами и синдикатами грозило повторением кризиса сбыта, тогда как их понижение сверх меры при существовании наряду с государственным частного сектора неизбежно вело к обогащению частника за счёт государственной промышленности, к перекачке ресурсов государственных предприятий в частную промышленность и торговлю. Частный рынок, где цены не нормировались, а устанавливались в результате свободной игры спроса и предложения, служил чутким «барометром», «стрелка» которого, как только государство допускало просчёты в политике ценообразования, сразу же «указывала на непогоду».
Но регулирование цен проводилось бюрократическим аппаратом, который не контролировался в достаточной степени непосредственными производителями. Отсутствие демократизма в процессе принятия решений, касающихся ценообразования, стало «ахиллесовой пятой» рыночной социалистической экономики и сыграло роковую роль в судьбе НЭПа.
Сколь ни блестящи были успехи в экономике, её подъём ограничивался жёсткими пределами. Достигнуть довоенного уровня было нелегко, но и это означало новое столкновение с отсталостью вчерашней России, сейчас уже изолированной и окружённой враждебным ей миром. В конце 1917 года прекратило торговые отношения с Советской Россией правительство США, в 1918 году — правительства Англии и Франции. В октябре 1919 года Верховный совет Антанты объявил о полном запрещении всех форм экономических связей с Советской Россией. В результате провала интервенции против Советской республики и роста противоречий в экономике самих империалистических стран государства Антанты были вынуждены снять блокаду (январь 1920 года). Иностранные государства пытались организовать т. н. золотую блокаду, отказываясь принимать в качестве платёжного средства советское золото, а несколько позже — кредитную блокаду, отказываясь предоставлять СССР кредиты.

### Политическая борьба времён НЭПа
Экономические процессы в период нэпа накладывались на политическое развитие и в значительной степени определялись последним. Процессы эти на протяжении всего периода Советской власти характеризовались тяготением к диктатуре, авторитаризму. Пока Ленин находился у руля, можно было говорить о «коллективной диктатуре»; лидером он был исключительно за счёт авторитета, однако с 1917 года и эту роль ему приходилось делить с Л. Троцким: верховный правитель в то время именовался «Ленин и Троцкий», оба портрета украшали не только государственные учреждения, но, порою, и крестьянские избы. Однако, с началом внутрипартийной борьбы в конце 1922 года соперники Троцкого — Зиновьев, Каменев и Сталин, — не обладая его авторитетом, противопоставили ему авторитет Ленина и, в короткий срок, раздули его до настоящего культа, — дабы обрести возможность гордо именоваться «верными ленинцами» и «защитниками ленинизма».
Это было особенно опасно в сочетании с диктатурой коммунистической партии. Как сказал в апреле 1922 года Михаил Томский, лидер советских профсоюзов, «У нас много партий. Но в отличие от заграницы, у нас одна партия у власти, а остальные в тюрьме». Как бы в подтверждение его слов, летом того же года состоялся открытый процесс над правыми эсерами. Судили всех более-менее крупных представителей этой партии, остававшихся в стране — и вынесли более десятка приговоров к высшей мере наказания (позднее осуждённые были помилованы). В том же 1922 году за границу выслали более двухсот крупнейших представителей российской философской мысли лишь за то, что они не скрывали своего несогласия с советским строем — эта мера вошла в историю под названием «Философский пароход».
Дисциплина внутри самой коммунистической партии была также ужесточена. В конце 1920 года в партии появилась оппозиционная группировка — «рабочая оппозиция», которая требовала передачи всей власти на производстве профсоюзам. Дабы пресечь подобные попытки, X Съезд РКП(б) в 1921 году принял резолюцию о единстве партии. Согласно этой резолюции, решения, принятые большинством, должны выполняться всеми членами партии, включая и тех, кто с ними не согласен.
Следствием однопартийности стало сращивание партии и правительства. Одни и те же люди занимали главные должности и в партийных (Политбюро), и в государственных органах (СНК, ВЦИК и т. д.). При этом личный авторитет народных комиссаров и необходимость в условиях Гражданской войны принимать срочные, неотложные решения привели к тому, что центр власти сосредоточился не в законодательном органе (ВЦИК), а в правительстве — Совнаркоме.
Все эти процессы привели к тому, что действительное положение человека, его авторитет играли в 1920-х годах бо́льшую роль, чем его место в формальной структуре государственной власти. Именно поэтому, говоря о деятелях 1920-х годов, мы называем, прежде всего, не должности, а фамилии.
Параллельно с изменением положения партии в стране она стала нуждаться в увеличении своей численности для того, чтобы заполнить государственные посты всех уровней. Это привело к быстрому росту численности большевиков после революции. С одной стороны, проводились периодические «чистки», призванные освободить партию от огромного числа «примазавшихся» псевдокоммунистов, с другой — рост партии время от времени подхлёстывался массовыми наборами, наиболее значительным из которых был «Ленинский призыв» в 1924 году, после смерти Ленина. Неизбежным следствием этого процесса стало растворение старых, идейных, большевиков среди молодых партийцев и совсем не молодых неофитов. На 1927 год из 1 миллиона 300 тысяч человек, состоявших в партии, только 8 тысяч имели дореволюционный стаж.
Понижался не только интеллектуальный и образовательный, но и моральный уровень партии. В этом отношении показательны результаты партийной чистки, проведённой во второй половине 1921 года с целью убрать из партии «кулацко-собственнические и мещанские элементы». Из 732 тысяч в партии было оставлено только 410 тысяч членов (чуть более половины!). При этом, треть исключённых была изгнана за пассивность, ещё четверть — за «дискредитацию советской власти», «шкурничество», «карьеризм», «буржуазный образ жизни», «разложение в быту».
В связи с ростом партии всё большее значение стала приобретать поначалу незаметная должность секретаря. Любой секретарь — должность второстепенная по определению. Это человек, который при проведении официальных мероприятий следит за соблюдением необходимых формальностей. В партии большевиков с апреля 1922 года существовала должность генерального секретаря. Он соединял руководство секретариатом ЦК и учётно-распределительным отделом, который распределял партийцев нижнего уровня по различным должностям. Должность эту получил Сталин.
Вскоре началось расширение привилегий верхнего слоя членов партии. В 1923 году Оргбюро ЦК РКП(б) впервые составил и разослал номенклатурные списки — перечень партийно-государственных должностей, назначение на которые подлежало утверждению в Учётно-распределительном отделе ЦК. Это положило начало формированию правящей прослойки, получившей название «номенклатура».
Процессы бюрократизации партии и централизации власти проходили на фоне резкого ухудшения здоровья Ленина. Собственно, год введения нэпа стал для него последним годом полноценной жизни. В мае 1922 года его поразил первый удар — пострадал головной мозг, так что почти беспомощному Ленину установили очень щадящий график работы. В марте 1923 года произошёл второй приступ, после которого Ленин вообще на полгода выпал из жизни, чуть ли не заново учась выговаривать слова. Едва он начал оправляться от второго приступа, в январе 1924 года случился третий и последний. Как показало вскрытие, в последние годы жизни у Ленина были поражены артерии головного мозга.
Но между первым и вторым приступами он ещё пытался участвовать в политической жизни. Понимая, что его дни сочтены, он пытался обратить внимание делегатов съезда на самую опасную тенденцию — на перерождение партии. В последних статьях, известных как его «политическое завещание» (декабрь 1922 года — январь 1923 года), Ленин предлагает расширить ЦК за счёт рабочих, выбрать новую ЦКК (Центральную контрольную комиссию) — из пролетариев, урезать непомерно разбухшую и потому недееспособную РКИ (Рабоче-крестьянскую инспекцию).
В записке «Письмо к съезду» (известной как «Ленинское завещание») была и ещё одна составляющая — личные характеристики крупнейших партийных деятелей (Троцкий, Сталин, Зиновьев, Каменев, Бухарин, Пятаков). Нередко эта часть Письма трактуется как поиск преемника (наследника), однако Ленин никогда не был единоличным диктатором, ни одного принципиального решения не мог принять без ЦК, а не столь принципиального — без Политбюро, при том, что и в ЦК, и тем более в Политбюро в то время заседали независимые люди, нередко расходившиеся с Лениным во взглядах. Поэтому ни о каком «наследнике» вопрос стоять не мог (да и Письмо к съезду «завещанием» назвал не Ленин). Предполагая, что и после него в партии сохранится коллективное руководство, Ленин давал характеристики предполагаемым членам этого руководства, по большей части двойственные. Только одно определённое указание было в его Письме: пост генерального секретаря даёт Сталину слишком большую власть, опасную при его грубости (опасно это было, по мнению Ленина, лишь в отношениях Сталина и Троцкого, а не вообще). Некоторые современные исследователи полагают, однако, что «Ленинское завещание» больше основывалось на психологическом состоянии больного, чем на политических мотивах.
Ещё до смерти Ленина, в конце 1922 года, между его «наследниками» началась борьба, точнее — оттеснение Троцкого от «руля». Осенью 1923 года борьба приняла открытый характер. В октябре Троцкий обратился в ЦК с письмом, в котором указал на становление бюрократического внутрипартийного режима. Через неделю открытое письмо в поддержку Троцкого написала группа из 46 старых большевиков («Заявление 46»). Центральный комитет, разумеется, ответил решительным опровержением. Ведущую роль в этом сыграли Сталин, Зиновьев и Каменев. Острые споры не впервые возникали в партии большевиков, но, в отличие от предыдущих обсуждений, на сей раз правящая фракция активно использовала навешивание ярлыков. Троцкого не опровергали разумными доводами — вместо этого его обвиняли в меньшевизме, уклонизме и нарушении резолюции X съезда РКП(б) «О единстве партии». Подмена действительного спора навешиванием ярлыков — новое явление: его не было прежде, но оно станет всё более привычным по мере развития политического процесса в 1920-х годах.
Троцкого победили довольно легко — следующая же партийная конференция, состоявшаяся в январе 1924 года, обнародовала резолюцию о единстве партии (прежде хранившуюся в секрете), и Троцкий был вынужден замолчать, но ненадолго. Осенью 1924 года он выпустил книгу «Уроки Октября», в которой недвусмысленно утверждал, что революцию делал он с Лениным. Тогда Зиновьев с Каменевым «вдруг» вспомнили, что до VI съезда РСДРП(б) в июле 1917 года Троцкий был меньшевиком. В декабре 1924 года Троцкого сняли с поста наркомвоенмора, но оставили в Политбюро.

### Свёртывание НЭПа
Со второй половины 1920-х годов начались первые попытки свёртывания НЭПа. Ликвидировались синдикаты в промышленности, из которой административно вытеснялся частный капитал, создавалась жёсткая централизованная система управления экономикой (хозяйственные наркоматы). Экономика перестраивалась с рыночной на централизованно-плановую. Предпринимателей стали облагать большими налогами, что привело к вытеснению частного сектора из экономики:7-9.
Непосредственным поводом для полного сворачивания НЭПа послужил срыв государственных хлебозаготовок в конце 1927 года. В конце декабря по отношению к крестьянам впервые после окончания «военного коммунизма» были применены меры принудительной конфискации хлебных запасов. Летом 1928 года они были временно приостановлены, но затем возобновились осенью того же года.
В октябре 1928 года началось осуществление первого пятилетнего плана развития народного хозяйства, руководство страны взяло курс на форсированную индустриализацию и коллективизацию. Хотя официально НЭП никто не отменял, к тому времени он был уже фактически свёрнут. Все ранее данные свободы для предпринимателей кустарей, фабрикантов, мануфактур и крестьян были отменены.
Некоторые исследователи относят его прекращение к 1929 году — времени начала сплошной коллективизации.
Сворачивание НЭП привело к повышению цен на товары и их дефициту. Возникла нехватка товаров широкого потребления, включая продукты. В этот период советские граждане стали привыкать к навыкам поиска и добычи товаров, а также возник в обиходе термин блат.
Юридически НЭП был прекращён только 11 октября 1931 года, когда было принято постановление о полном запрете частной торговли в СССР.
Сворачивание НЭПа ознаменовало начало эпохи сталинизма и эры хронического дефицита.

## Выводы и заключения
Несомненным успехом НЭПа было восстановление разрушенной экономики, причём, если учесть, что после революции Россия лишилась многих высококвалифицированных кадров (экономистов, управленцев, производственников), то успех новой власти становится «победой над разрухой». В то же время, отсутствие тех самых высококвалифицированных кадров стало причиной просчётов и ошибок.
Значительные темпы роста экономики, однако, были достигнуты лишь за счёт возвращения в строй довоенных мощностей. Потенциал для дальнейшего роста экономики оказался крайне низким. Частный сектор не допускался на «командные высоты в экономике», иностранные инвестиции не приветствовались, да и сами инвесторы особо не спешили в Советский Союз из-за сохраняющейся нестабильности и угрозы национализации капиталов. Государство же было неспособно только из своих средств производить долгосрочные капиталоёмкие инвестиции.
«Промышленности НЭП не дал такого толчка, как сельскому хозяйству, и в основном его влияние здесь было отрицательным. Прежде всего он поощрял восстановление мелкотоварного и кустарного производства по двум причинам: во-первых, потому, что оно меньше пострадало от гражданской войны, чем крупная промышленность, и его легче было восстановить, и, во-вторых, потому, что оно было основным поставщиком простейших потребительских товаров, которые хотел покупать крестьянин на свою выручку от продажи продуктов сельского хозяйства», — отмечает английский исследователь Э. Х. Карр.
Также противоречивой была ситуация и в деревне, где явно притеснялись «кулаки». Кроме того, в сельском хозяйстве не везде удалось достигнуть дореволюционных показателей. Например, не удалось восстановить объёмы производства сибирского масла (в Записке, составленной П. А. Столыпиным и А. В. Кривошеиным по итогам поездки в Сибирь в 1910 году, указывалось, что «сибирское маслоделие дает золота вдвое больше, чем вся сибирская золотопромышленность»). Максимальный объём товарного производства животного масла в Сибири в период НЭП (этот максимум был достигнут в 1926/27 году) составлял 62 % от уровня 1913 года. Доктор исторических наук В. А. Ильиных связывал это с тем, что высокий дореволюционный уровень товарности молочного животноводства обеспечивали многокоровные крестьянские хозяйства. В период НЭП в Сибири вместо многокоровных существовали мелкотоварные дворы, имевшие небольшое количество коров.

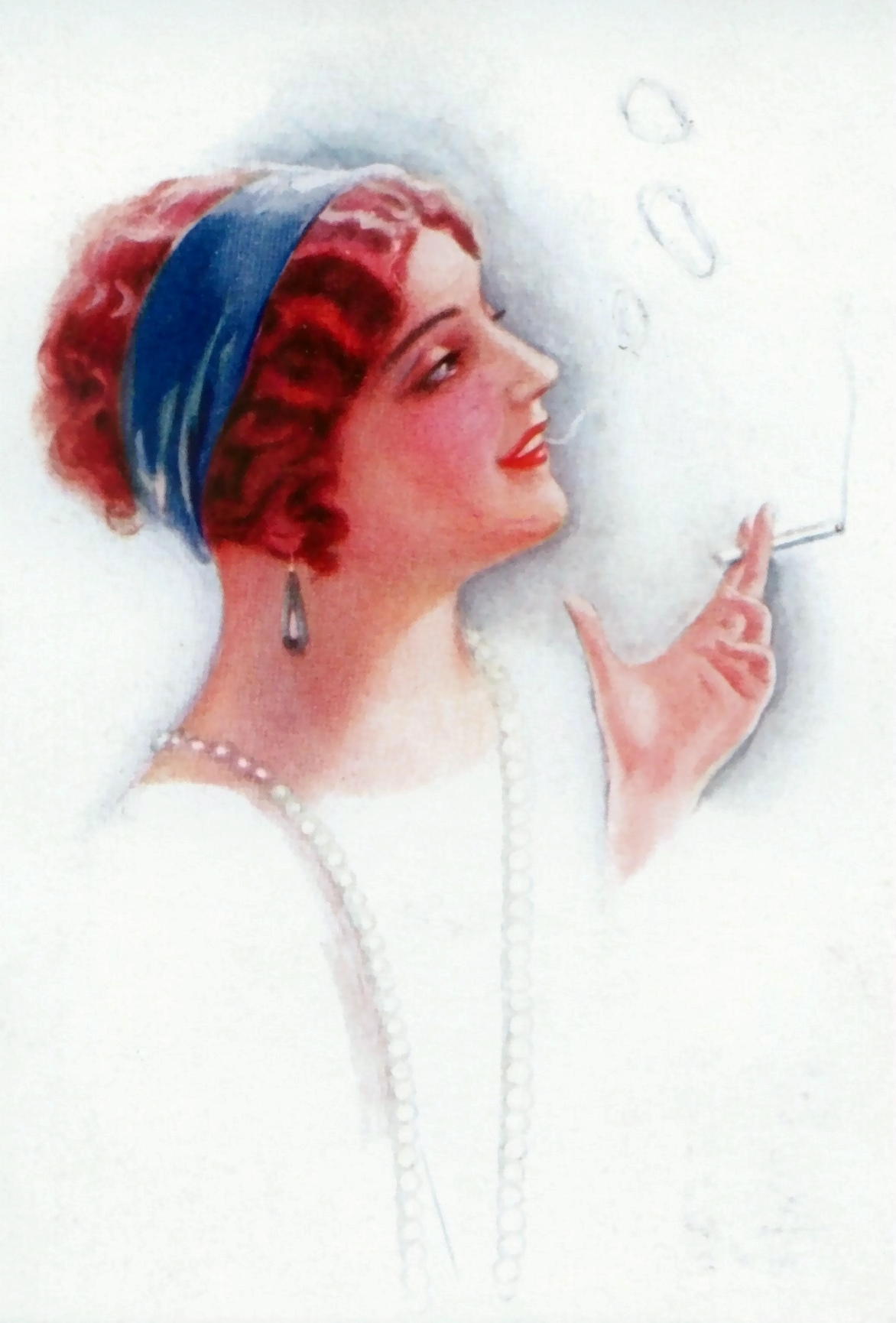
Женская мода времён НЭПа

## Влияние НЭПа на Дэн Сяопина и развитие Китая
С января 1926 года по январь 1927 года, в период «расцвета нэпа» в СССР находится Дэн Сяопин, будущий китайский лидер. Он знакомится с трудами Н. И. Бухарина, воочию наблюдает успехи смешанной экономики. После смерти Мао (1976 год) становится лидером КПК. В июле 1979 г. поддерживает создание «Института марксизма-ленинизма и идей Мао», изучающего НЭП, в первую очередь — труды Н. И. Бухарина. Китайские обществоведы изучают труды Бухарина, ратовавшего за симбиоз планового и рыночного регулирования, и отмечающего потенциал нэповской экономики. В 1985 году Дэн признавал, что «наиболее правильной моделью социализма была новая экономическая политика в СССР». Дэн Сяопин, поддерживая идеи Бухарина, также осуждает сталинские репрессии. В 1980-х годах Китай под влиянием Дэн Сяопина встал на пути экономических рыночных реформ, сочетающих индивидуальное предпринимательство и государственное регулирование, которые привели к росту промышленности и сельского хозяйства, подъёму уровня жизни населения. Китайское население считает Дэн Сяопина великим реформатором, выдающимся руководителем и «создателем теории построения социализма с китайской спецификой» (Панцов А. В. Дэн Сяопин. 2013 год).

## НЭП и культура
Нельзя не сказать и ещё об очень важном влиянии нэпа — влиянии на культуру. Разбогатевшие нэпманы — частные торговцы, лавочники и ремесленники, не озабоченные романтическим революционным духом или конъюнктурными соображениями об удачном служении новой власти, оказались в этот период на первых ролях.
Предпринимателей мало интересовало классическое искусство — они как и до революции сосредоточились на эстраде, концертных площадках и различных клубах. Главным развлечением стали кабаре и рестораны — общеевропейская тенденция того времени (особенно были знамениты в 1920-х годах кабаре Берлина).
В кабаре выступали артисты-куплетисты со старыми песенными сюжетами и незамысловатыми рифмами и ритмами, исполнители весёлых фельетонов, скетчей, антреприз (одним из самых известных артистов-куплетистов времени был Михаил Савояров). Советская власть, различные члены исполкомов, литературные и журнальные критики по традиции писали про «спорность» художественной ценности подобных представлений, но по итогу про-советские эстрадники исполняли те же самые произведения, переработанные в угоду идеям социализма. Тем не менее простые и непритязательные тексты и лёгкие музыкальные мотивы становились популярны в стране, передаваясь из поколения в поколение, обрастая новыми рифмами, меняя какие-то слова, сливаясь с народным творчеством. Именно тогда родились такие популярные песни, как «Бублички», «Лимончики», «Мурка» (автором текстов к песням «Бублички» и «Лимончики» был опальный поэт Яков Ядов).
Эти песни многократно подвергались критике со стороны советов за аполитичность, безыдейность, «мещанский вкус» и «откровенную пошлость». Но долголетие этих куплетов доказало их самобытность и талантливость. Многие другие из этих песен несут в себе тот же почерк: одновременно ироничный, лиричный, щемящий, с простыми рифмами и ритмами — они похожи по стилистике на «Бублики» и «Лимончики».

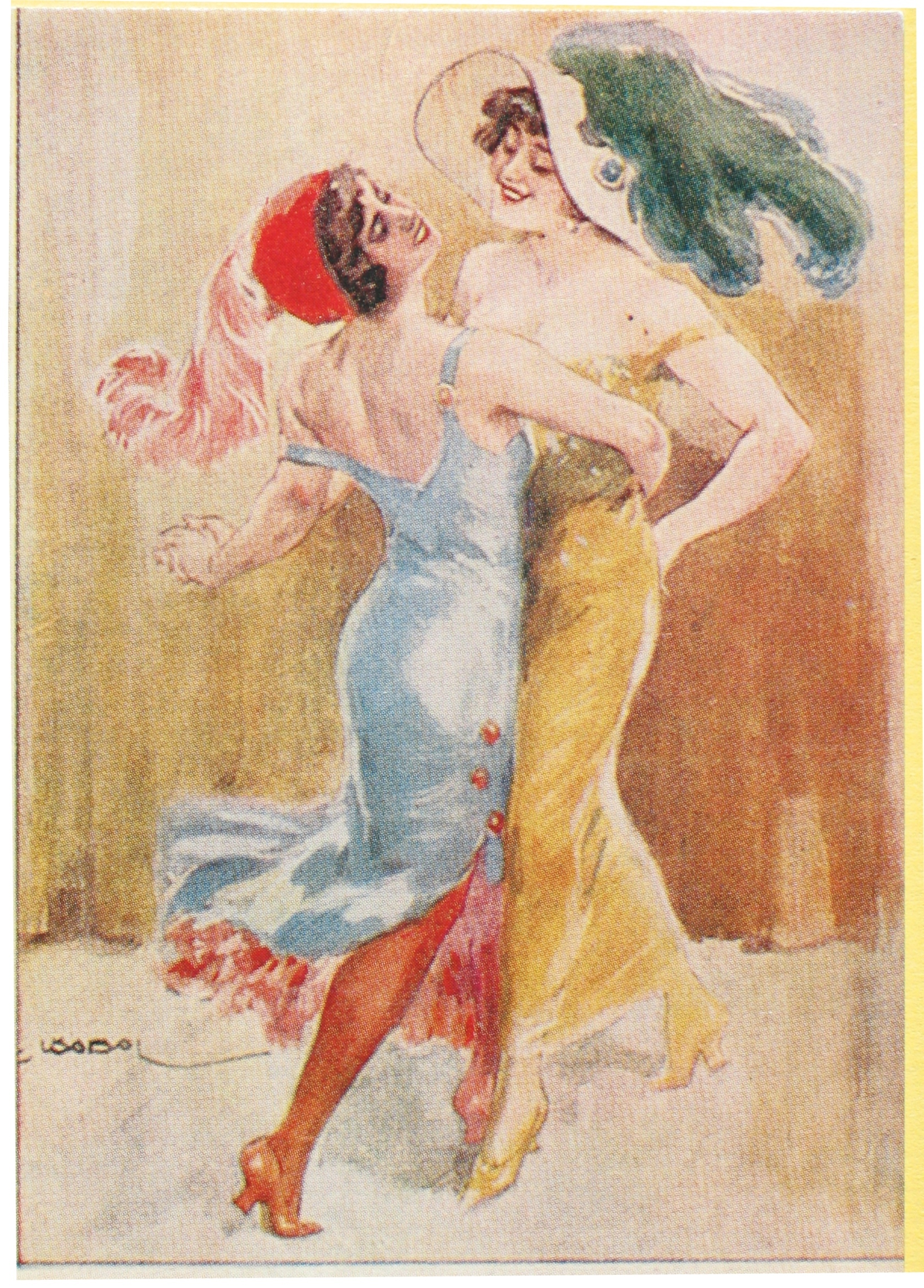
Открытка времён НЭПа

Лёгкие жанры царствовали и в драматических театрах. И тут не всё удержалось в требуемых границах. Московская студия Вахтангова (будущий театр им. Вахтангова) в 1922 году обратилась к постановке сказки Карло Гоцци «Принцесса Турандот». Казалось бы, сказка — такой простой и незатейливый материал. Актёры смеялись и шутили, пока репетировали. Так, с шутками, порой весьма острыми, и появился спектакль, которому суждено было стать символом театра, спектакль-памфлет, таящий в себе за лёгкостью жанра мудрость и улыбку одновременно. С тех пор прошло три разных постановки этого спектакля. В чём-то схожая история произошла и с другим спектаклем того же театра — в 1926 году там была поставлена пьеса Михаила Булгакова «Зойкина квартира». Театр сам обратился к писателю с просьбой о написании лёгкого водевиля на современную нэповскую тему. Водевильная весёлая, казалось бы, безыдейная пьеса скрывала за внешней лёгкостью серьёзную общественную сатиру, и спектакль был запрещён по решению Наркомата просвещения 17 марта 1929 года с формулировкой: «За искажение советской действительности».
В 1920-х годах в Москве происходит настоящий журнальный бум. В 1922 году начинают издаваться сразу несколько сатирических юмористических журналов: «Крокодил», «Сатирикон», «Смехач», «Заноза», чуть позже, в 1923 году, — «Прожектор» (при газете «Правда»); в сезоне 1921/1922 годов появился журнал «Экран», среди авторов которого были А. Сидоров, П. Коган, Г. Якулов, Я. Тугендхольд, М. Кольцов, Н. Фореггер, В. Масс, Е. Зозуля и многие другие. В 1925 году известный издатель В. А. Регинин и поэт В. И. Нарбут основали ежемесячник «30 дней». Вся эта пресса, помимо новостей из рабочей жизни, постоянно публиковала юморески, весёлые неприхотливые историйки, пародийные стихи, карикатуры. Но с концом нэпа их издание прекращается. С 1930 года «Крокодил» остался единственным общесоюзным сатирическим журналом.

### Комментарии
1. ↑  Американский историк Стивен Коткин считает, что основная проблема НЭПа для советской власти была не экономической, а политической. Все семь лет НЭПа в деревне по-прежнему процветали рыночные отношения, что противоречило идеологическим установкам ВКП(б) на отмену таких отношений. Коткин отмечает, что ясные представления о «социализме» у правящей партии отсутствовали. Поэтому под социализмом понималось, прежде всего, отрицание капитализма: если при капитализме действовал рынок, то при социализме роль рынка должна была быть сведена к минимуму[22]
2. ↑  Теоретически новая экономическая политика декларировала свободный рынок зерна. Однако из-за т. н. «ножниц цен» многие крестьяне предпочитали придерживать зерно, ожидая улучшения рыночной конъюнктуры. Власти боролись с этим явлением административными мерами, в частности, к тем, кто не хотел продавать зерно по текущим ценам, применялась статья 107 УК РСФСР (спекуляция), предусматривавшая заключение на срок до трех лет с конфискацией имущества, что приводило к полному отказу продажи излишек и повышению цен[23].